# Silvano Moeckli
Silvano Moeckli (* 1950) ist ein Schweizer Politikwissenschafter und internationaler Demokratie- und Wahlexperte. Er ist emeritierter Titularprofessor der Universität St. Gallen für Politikwissenschaft, mit besonderer Berücksichtigung des Vergleichs politischer Systeme und der empirischen Sozialforschung.

## Werdegang
Nach einer kaufmännischen Berufslehre und der Matura auf dem zweiten Bildungsweg nahm er ein Universitätsstudium auf. Er war Mitglied des Präsidiums der Verfassungskommission des Kantons St. Gallen, gehörte der Bankkommission der St. Galler Kantonalbank an, war Mitglied der Internationalen Parlamentarischen Konferenz Bodensee und des Kantonsrates St. Gallen, den er 2005/06 präsidierte.
Er ist sowohl mit der politikwissenschaftlichen Theorie vertraut, wie auch mit der politischen und wirtschaftlichen Praxis. Missionen als Wahlexperte der UNO, der OSZE und des Europarates führten ihn nach Namibia, Südafrika, Asien, Bosnien-Herzegowina, Weissrussland, Albanien, Mazedonien, in die Ukraine und in den Kosovo.
Zu seinen Buchpublikationen zählen Politische Ideen in der Schweiz, Die schweizerischen Landsgemeinde-Demokratien, Der schweizerische Sozialstaat, Den schweizerischen Sozialstaat verstehen, Direkte Demokratie, Ein internationaler Vergleich, Instruments of direct democracy in the member states of the Council of Europe, Die demographische Herausforderung, Demographischer Kollaps?, das Lehr- und Arbeitsbuch Das politische System der Schweiz verstehen und der Roman Bissig, Bundesrat.
Silvano Moeckli lebt in Rorschach, wo er als SP-Politiker im Stadtparlament war und Mitglied im Forum Stadtentwicklung ist.

## Publikationen
- So funktioniert direkte Demokratie, UVK, Konstanz 2018, ISBN 978-3-8252-5054-6
- Das politische System der Schweiz verstehen: Wie es funktioniert – Wer partizipiert – Was resultiert, Kaufmännischer Lehrmittel Verlag KLV, Mörschwil 2017, ISBN 978-3-85612-490-8
- So funktioniert Wahlkampf, UTB (4868), UVK, Konstanz 2017, ISBN 978-3-8252-4868-0
- Direkte Demokratie: Spieler, Spielverläufe, Spielergebnisse. Kompaktwissen, Rüegger, Zürich/Chur 2013, ISBN 978-3-7253-1002-9
- Den schweizerischen Sozialstaat verstehen: Sozialgeschichte, Sozialphilosophie, Sozialpolitik, Kompaktwissen, Rüegger, Zürich/Chur 2012, ISBN 978-3-7253-0989-4
- Bissig, Bundesrat: Roman, Appenzeller Verlag, Herisau 2011, ISBN 978-3-85882-549-0
- Demographischer Kollaps? – Was die Schweiz und die Welt erwartet, Rüegger, Zürich/Chur 2011, ISBN 978-3-7253-0976-4
- Politički sistem Švajcarske. Kako funkcioniše – ko učestvuje – čime rezultira, University Press, Sarajevo 2010, ISBN 9789958923043
- Das politische System der Schweiz verstehen. Arbeitsbuch mit Aufgaben und Lösungen. Tobler, Altstätten 2009, ISBN 978-3-85612-176-1
- Instruments of direct democracy in the member states of the Council of Europe, Council of Europe Publishing, Strasbourg 1996, ISBN 92-871-3096-5
- Les instruments de la démocratie directe dans les pays membres du Conseil de l'Europe, Editions du Conseil de l'Europe, Strasbourg 1996, ISBN 92-871-3095-7
- Direkte Demokratie – Ein Vergleich der Einrichtungen und Verfahren in der Schweiz und Kalifornien, unter Berücksichtigung von Frankreich, Italien, Dänemark, Irland, Österreich, Liechtenstein und Australien, Haupt, Bern/Stuttgart/Wien, 1994, ISBN 3-258-04937-8

Beiträge in Publikationen
- Die Veränderungen der Parteienlandschaft und der Wähleranteile seit 1991 am Beispiel von Jonschwil, in: Jahrbuch der Gemeinde Jonschwil, 5–11, Thur-Verlag, Jonschwil 2008
- Direct democracy and political participation in a cross-national perspective, in: Participatory democracy and political participation: Can democratic reform bring citizens back? in: Routledge/ECPR studies in European political science (48), 107–124, Routledge, London 2007, ISBN 978-0-415-37186-5
- Politische Stabilität als Rahmenbedingung für den Wirtschaftsstandort Schweiz, in: Rechtliche Rahmenbedingungen des Wirtschaftsstandortes Schweiz, Festschrift 25 Jahre juristische Abschlüsse an der Universität St. Gallen, Dike, Zürich/St. Gallen 2007, 7–15, ISBN 3-03751-061-7
- Sachabstimmungen machen noch keine direkte Demokratie, in: Herausforderungen der repräsentativen Demokratie, Nomos Verlagsgesellschaft, Baden-Baden 2003, 101–119
- Grösse und Beschaffenheit politischer Einheiten als Voraussetzung für die Funktionsfähigkeit der direkten Demokratie – Funktionen und Dysfunktionen, in: Demokratie lebendig gestalten, Ettersburger Gespräche, Thüringer Landtag, Erfurt 2001, 57–78, ISBN 3-9807913-0-0
- Machtausgleich, in: Geisteswissenschaftliche Dimensionen der Politik, Festschrift für Alois Riklin zum 65. Geburtstag, 367–387, Haupt, Bern 2000, ISBN 3-258-06214-5
- Bindung durch Verbindung in der Bodenseeregion, in: Euregio kontrovers. Der Bodenseeraum – ein Standort im Spannungsfeld der Interessen, 43–56, FWR-HSG, St. Gallen 1998, ISBN 3-905643-32-4
- Die Reform der direkten Demokratie im Rahmen der Gesamtrevision der Verfassung des Kantons St. Gallen, in: Der Verfassungsstaat vor neuen Herausforderungen, Festschrift für Yvo Hangartner, 585–603, Dike, St. Gallen/Lachen 1998, ISBN 3-905455-42-0
- Demographische Entwicklung und Sozialversicherung, in: Standpunkte zwischen Theorie und Praxis. Handlungsorientierte Problemlösungen in Wirtschaft und Gesellschaft, Festschrift für Hans Schmid, 286–298, Paul Haupt, Bern 1996, ISBN 3-258-05150-X
- Direkte Demokratie in den USA, in: Jahrbuch des Öffentlichen Rechts der Gegenwart, Neue Folge, 565–581, J.C.B. Mohr (Paul Siebeck), Tübingen 1996
- Direkte Demokratie: Ein Mittel zur Behebung von Funktionsmängeln der repräsentativen Demokratie? in: Demokratie in Europa: Zur Rolle der Parlamente, Zeitschrift für Parlamentsfragen, Sonderband zum 25-jährigen Bestehen, Westdeutscher Verlag, Opladen 1995, 289–299
- Direkte Demokratie und die Annäherung der Schweiz an die EG, in: Die Schweiz und Europa, Schweizerisches Jahrbuch für Politische Wissenschaft 32, 205–217, Paul Haupt, Bern 1992, ISBN 3-258-04639-5
- Direkte Demokratie in Kalifornien, in: Schweizerisches Jahrbuch für Politische Wissenschaft, 27–44, Paul Haupt, Bern und Stuttgart 1991
- mit Alois Riklin: Milizparlament? in: Das Parlament – «Oberste Gewalt des Bundes»? 145–163, Paul Haupt, Bern 1991, ISBN 3-258-04400-7
- mit Alois Riklin: Werden und Wandel der schweizerischen Staatsidee, in: Handbuch Politisches System der Schweiz, 9–118, Paul Haupt, Bern 1983, ISBN 3-258-03197-5

Berichte
- Direkte Demokratie auf Gemeindeebene in Deutschland und der Schweiz in: Kommunale Direktdemokratie im Vergleich: Verfahren, Praxis und Analysen aus Deutschland und der Schweiz, mit Andreas Paust, Mehr Demokratie, Tagung Bürgermacht vor Ort – Demokratie in den Kommunen, Eiterfeld, Juli 2004

Online
- The Direct-Democracy-Navigator World Fact-Check – The Direct Democracy Navigator is working on a new study following the main question: Why, in general terms, were referendums – initiated by authorities or by citizens – conducted in electoral democracies worldwide?, with David Butler, Austin Ranney, 2. November 2016, auf: The Navigator to Direct Democracy (direct-democracy-navigator.org)
- Silvano Moeckli: Politische Willensbildung. In: Historisches Lexikon der Schweiz.  13. April 2016.